# رؤية أحادية اللون
رؤية أحادية اللون ؛ مونوكروم (بالإنجليزية: monochromacy ؛ من اللغة اليونانية mono ، بمعنى «لون واحد» chromo، وتعني «اللون») وهي قدرة الكائنات أو الآلات على إدراك شدة الضوء فقط، دون اعتبار للتكوين الطيفي (اللون).بالطريقة نفسها، لا يمكن أن يكون النظام المرئي لكائن أو جهاز أحادي اللون. الكائنات الحية ذات اللون الأحادي تسمى «أحادية اللون» (monochromats).
على سبيل المثال، حوالي 1 من كل 30,000 شخص لديهم رؤية أحادية اللون لأن الخلايا المخروطية الحساسة للألوان في أعينهم لا تعمل. يمكن للأشخاص المصابين التمييز بين الضوء والظلام وظلال اللون الرمادي ولكن ليس اللون.
العديد من أنواع الكائنات الحية، مثل جميع الثدييات البحرية وقرود البومة وأسد البحر الأسترالي (في الصورة على اليمين) هي ذات اللون الأحادي في ظل ظروف طبيعية. لكن في البشر، يعد غياب التمييز اللوني أو التمييز اللوني السيئ أحد الأعراض العديدة الأخرى للأمراض الوراثية أو المكتسبة الحادة، على سبيل المثال عمى الألوان التام الموروثة، أو الأكروماتوبيا المكتسب أو أحادي اللون المخروطي الوراثي.

## البشر
ترجع الرؤية عند البشر إلى نظام يتضمن مستقبلات ضوئية للقضيب والمخروط وخلايا عصبون الشبكية والقشرة البصرية في الدماغ. يتم تحقيق رؤية اللون بشكل أساسي من خلال الخلايا المخروطية. تكون الخلايا المخروطية أكثر تركيزًا في النقرة المركزية، وهي الجزء المركزي من شبكية العين. وهذا يسمح بقدر أكبر من الاستبانة المكانية والتمييز اللوني.
تتركز الخلايا العصوية في محيط شبكية العين البشرية. تعتبر الخلايا العصوية أكثر حساسية للضوء من الخلايا المخروطية، وهي مسؤولة بشكل أساسي عن الرؤية الليلية. تمتلك المخاريط في معظم البشر على ثلاثة أنواع من الأوبسين ذات حساسيات طيفية مختلفة تسمح بالتمييز اللوني ثلاثي الألوان، في حين أن جميع الخلايا العصوية لها استجابة طيفية واسعة ومماثلة، والتي لا تسمح بالتمييز اللوني. بسبب توزيع العصوية والمخاريط في العين البشرية، يتمتع الناس برؤية لونية جيدة بالقرب من النقرة (حيث توجد المخاريط) ولكن ليس في الأطراف (حيث توجد العصوية).
يمكن وراثة هذه الأنواع من عمى الألوان، الناتجة عن التغييرات في الأصباغ المخروطية أو في البروتينات الأخرى اللازمة لعملية النقل الضوئي:
1. ثلاثية الألوان الشاذة، عندما يتم تغيير أحد الأصباغ المخروطية الثلاثة في حساسيته الطيفية ولكن الألوان ثلاثية الألوان (تمييز اللون من خلال كل من الفروق بين الأخضر والأحمر والأزرق والأصفر) لا تتأثر تمامًا.
2. ثنائية اللون، عندما يكون أحد أصباغ المخروط مفقودًا ويتم تقليل اللون إلى تمييز الأخضر والأحمر فقط أو التمييز الأزرق والأصفر فقط.
3. أحادية اللون، عندما لا يعمل اثنان من الأقماع. تم تقليل الرؤية إلى الأسود والأبيض والرمادي.
4. أحادية اللون العصوية (achromatopsia)، عندما تكون جميع المخاريط الثلاثة غير وظيفية ويتحقق إدراك الضوء فقط باستخدام الخلايا العصوية. تكون رؤية الألوان ضعيفة بشكل كبير أو كامل، وتقل الرؤية إلى مستوى الضوء القادم من جسم ما فقط. يعد عسر اللمعان نوعًا أقل حدة من عمى الألوان.

تعد أحادية اللون أحد أعراض الأمراض التي تحدث عندما يعمل نوع واحد فقط من مستقبلات الضوء في شبكية العين البشرية على مستوى معين من الإضاءة. وهو أحد أعراض المرض المكتسب أو الموروث مثل عمى الألوان التام، واضطرابات وراثية صبغية جسدية متنحية، وحيدة اللون المخروطية الزرقاء المتنحية المرتبطة بـ X.
في البشر، الذين لديهم ثلاثة أنواع من المخاريط، الأقماع القصيرة (S ، أو الزرقاء) ذات الطول الموجي الحساسة، والحساسة لطول الموجة (M ، أو الأخضر) الحساسة وطول الموجة (L ، أو الأحمر) لها ثلاثة أشكال مختلفة من أحادية اللون المخروطية، المسماة وفقًا لفئة المخروط الفردي العاملة:
1. أحادية اللون المخروطي الأزرق (BCM)، المعروف أيضًا باسم أحادية اللون المخروطية S ،[3][4] هي مرض مخروطي مرتبط بالكروموسوم X.[8] إنها متلازمة خلقية ثابتة نادرة، تصيب أقل من 1 من كل 100000 فرد، وتتميز بغياب وظيفة L- و M-cone.[9] ينتج BCM عن طفرات في جين الأوبسين هجين أحمر أو أحمر-أخضر، طفرات في كل من جينات الأوبسين الأحمر والأخضر أو الحذف داخل LCR المجاور (منطقة التحكم في الموضع) على كروموسوم X.[3][4][10]
2. أحادية اللون المخروطي الأخضر (GCM)، والمعروفة أيضًا باسم أحادية اللون المخروطية M، هي حالة تغيب فيها المخاريط الزرقاء والحمراء في النقرة. انتشار هذا النوع من أحادية اللون أقل من 1 في 1 كل مليون شخص.
3. أحادية اللون المخروطي الأحمر (RCM)، والمعروفة أيضًا باسم أحادية اللون المخروطية L، هي حالة تغيب فيها المخاريط الزرقاء والخضراء في النقرة. مثل GCM ، توجد RCM أيضًا في أقل من 1 من كل مليون شخص. أظهرت الدراسات البحثية على الحيوانات أن الذئب الليلي والنمس لديهما كثافة أقل من مستقبلات L-cone.[11]

هناك نوعان أساسيان من أحادي اللون. «الحيوانات ذات الرؤية أحادية اللون قد تكون إما أحادية اللون العصي (RM) أو أحادية اللون المخروطية (CM). تحتوي هذه الأحادية اللون على مستقبلات ضوئية لها منحنى حساسية طيفية واحد.» أحادية اللون المخروطية، النوع الثاني، إذا ثبت وجودها، ستكون الحالة التي لا تحتوي فيها الشبكية على العصي، وهناك نوع واحد فقط من المخروط. لن يتمكن مثل هذا الحيوان من الرؤية على الإطلاق بمستويات أقل من الإضاءة، وبالطبع لن يكون قادرًا على التمييز بين درجات الألوان. من الناحية العملية، من الصعب تقديم مثال على شبكية العين، على الأقل كحالة طبيعية للأنواع.

## الحيوانات أحادية اللون
كان يُزعم بثقة أن معظم الثدييات بخلاف الرئيسيات كانت أحادية اللون. ومع ذلك، في نصف القرن الماضي، تراكمت أدلة على رؤية ألوان ثنائية اللون على الأقل في عدد من أوامر الثدييات. في حين أن الثدييات النموذجية عبارة عن ثنائيات اللون، مع مخاريط S و L ، من الواضح أن رتبتي ثدييات تحتويان على ثدييات بحرية، وطيور البحر آكلة اللحوم (التي تشمل الفقمة وأسد البحر والفظ) والحيتانيات أرتوداكتيل (التي تشمل الدلافين والحيتان) من الواضح أنها أحادية اللون مخروطية، منذ نظام المخروط الحساس ذو الطول الموجي القصير معطل وراثيا في هذه الحيوانات [مشكوك فيه - ناقش] وينطبق الشيء نفسه على قرود البومة، جنس Aotus.
كان يُزعم بثقة أن معظم الثدييات بخلاف الرئيسيات كانت أحادية اللون. ومع ذلك، في نصف القرن الماضي، تراكمت أدلة على رؤية الألوان ثنائية اللون على الأقل في عدد من رتب الثدييات. في حين أن الثدييات النموذجية ثنائية الكرومات، مع مخاريط S و L، من الواضح أن رتبتان من الثدييات تحتوي على ثدييات بحرية، زعنفيات الأقدام (التي تشمل الفقمة وأسد البحر والفظ) وحوتيات (التي تشمل الدلافين والحيتان) هي بوضوح أحادية اللون المخروطية، لأن النظام المخروطي الحساس للأطوال الموجية القصيرة معاق وراثيًا في هذه الحيوانات.[محل شك] وينطبق الشيء نفسه على قرود البومة، جنس أوتس (Aotus).
حددت دراسة حديثة باستخدام تحليل PCR للجينات OPN1SW و OPN1LW و PDE6C أن جميع الثدييات في مجموعة غريبات المفاصل(Xenarthra) التي تمثل الكسلان وآكلات النمل والأرماديلوس طورت أحادية اللون في العصي من خلال سلف جذعي.
أفاد الباحثون ليو بيشل وجونثر بيرمان ورونالد إتش إتش كروجر؛ أنه من بين العديد من أنواع الحيوانات التي تمت دراستها، هناك ثلاثة حيوانات آكلة للحوم هي أحادية اللحوم المخروطية: الراكون والراكون اللاحم الذي يأكل السلطعون والكنكاجو وعدد قليل من القوارض هي أحادية اللون المخروطية لأنها تفتقر إلى مخروط S. أفاد هؤلاء الباحثون أيضًا أن البيئة الحية للحيوان تلعب أيضًا دورًا مهمًا في رؤية الحيوانات. يستخدمون مثال عمق الماء والكمية الأصغر من ضوء الشمس المرئي بينما يستمر في النزول. يشرحون ذلك على النحو التالي، «اعتمادًا على نوع المياه، قد تكون الأطوال الموجية التي تخترق العمق قصير (مياه المحيط الصافية الزرقاء) أو طويلة (مياه ساحلية عكرة أو بنية اللون أو مصبات الأنهار)». لذلك، أدى تنوع التوافر المرئي في بعض الحيوانات إلى فقدانها لأوبسينات مخروط S.

## قدرة أحادية اللون
وفقًا لجاي نيتز، الباحث رؤية الألوان بجامعة واشنطن، يمكن لكل من المخاريط الثلاثة القياسية للكشف عن الألوان في شبكية العين من رؤية ثلاثية الألوان اكتشاف ما يقرب من 100 درجة من الألوان. يمكن للدماغ معالجة تركيبات هذه القيم الثلاث حتى يتمكن الإنسان العادي من التمييز بين حوالي مليون لون. لذلك، سيكون أحادي اللون قادرًا على التمييز بين حوالي 100 لون.

## روابط خارجية
- Rossi، Ethan (فبراير 2013). "Visual Function and Cortical Organization in Carriers of Blue Cone Monochromacy". PLoS ONE. ج. 8 ع. 2: e57956. DOI:10.1371/journal.pone.0057956. PMC:3585243. PMID:23469117.{{استشهاد بدورية محكمة}}:  صيانة الاستشهاد: دوي مجاني غير معلم (link)
- Weleber، Richard (يونيو 2002). "Infantile and childhood retinal blindness: A molecular perspective (TheFranceschetti Lecture)". Ophthalmic Genetics. ج. 23 ع. 2: 71–98. DOI:10.1076/opge.23.2.71.2214. PMID:12187427.